# Lenka Churáčková
Lenka Churáčková, provdaná Hornová (9. ledna 1957 Chlumec nad Cidlinou – ?. března 1987 Pardubice), byla československá sportovní plavkyně.

## Sportovní kariéra
Plavat se naučila v 8 letech na plaveckých kurzech přes základní školu v Pardubicích. Po skončení kurzu si jí trenér Miroslav Švec vybral do plavecké přípravky klubu Dynamo Pardubice. Ve 12 letech byla zařazena do experimentální plavecké třídy ZDŠ Komenského a začala s dvoufázovou přípravou pod vedením Pavla Tomeše. Trenér Tomeš ji charakterizoval: „V tréninku pečlivá, do puntíku se snaží splnit rady i příkazy, takže práce s ní je plodná. Má značný talent, který se projevuje v uvolnění celé tělesné konstrukce. Nesporným kladem jejich úspěchů je i rodinné prostředí – otec se aktivně věnoval gymnastice. Rezervy má prozatím ve fyzické kondici, pro její zlepšení však nemáme patřičné nářadí.”
V roce 1971 na sebe poprvé upozornila svými výsledky na kraulařských tratích. V zimní sezóně 1972 excelovala československými rekordy v krátkém 25 m bazénu. Na mistrovství republiky v Bratislavě koncem července získala tři tituly mistryně republiky mezi dospělými na tratích 200 m, 400 m a 800 m volný způsob. Zůstala však daleko za nominačními kritérii pro start na olympijských hrách v Mnichově.
V roce 1973 začala výkonnostně stagnovat. Důvodem byl nástup do klasické (nesportovní) třídy prvního ročníku pardubického gymnázia. Aby se na škole udržela musela snížit objemový trénink. V tréninku se začala více zaměřovat na všestrannost a disciplínu polohový závod. Koncem roku byla zařazena do nově vzniklého střediska vrcholového sportu ministerstva školství (SVS MŠ) a přestěhovala se z Pardubic do Prahy.
Zařazení do SVS MŠ jí pomohlo k návratu k plnohodnotnému tréninku. V Praze začala studovat večerní gymnázium na Vinohradech, které jí v tomto směru vycházelo vstříc. Trenér SVS Rudolf Poledník s ní pokračoval v tréninku všestrannosti. Její hlavní disciplínou se stala trať 400 m polohový závod. Při fyzických testech na jaře 1974 přesahovala své reprezentační kolegyně, její výsledky byly dokonce lepší než u některých mužů. Trenér Poledník však u ní viděl rezervy v technice, rozložení sil a v taktice závodu. Pro start na srpnovém mistrovství Evropy ve Vídni potřebovala zaplavat na 400 m polohový závod čas 5:16,7 lepší československého rekordu Jaroslavy Slavíčkové 5:18,4. V červnu se na závodech v italském Sanremu s Italkou Novellou Calligarisou vytáhla k československému rekordu 5:16,4 na 400 m polohový závod a splnila tak ostrý limit pro start na mistrovství Evropy. Na mistrovství republiky počátkem srpna československý rekord na 400 m polohový závod stáhla na 5:15,6. Do Vídně cestovala v prvé řadě sbírat zkušenosti, na postup mezi nejlepších 8 závodnic by musela výrazně zlepšit své osobní rekordy. V úvodním závodě 200 m polohový závod doplavala na úrovni osobního rekordu (2:30,2) v čase 2:30,65 a skončila v rozplavbách na konečném 12. místě. Na 400 m polohový závod byla nasazena do první rozplavby s Hanou Kubíkovou. Úvodní znakařský úsek se jí nepovedl a obracela s výraznou ztrátou za znakařskou specialistkou Kubíkovou. Před posledním kraulařským úsekem ztrácela na vedoucí Kubíkovou čtyři a půl vteřiny. Výborným kraulem však náskok smazala a dohmátla o dvacet setin před Kubíkovou v československém rekordu 5:16,09. K postupu mezi finálovou osmičku jí chyběla necelá sekunda. Se štafetou 4×100 m obsadila v rozplavbách v československém rekordu 4:07,42 první nepostupové místo do osmičlenného finále. Po letní sezóně přestoupila z Dynama Pardubice do pražského vysokoškolského klubu Slavia VŠ.
V roce 1975 před začátkem letní sezóny onemocněla (blíže nespecifikováno) a do konce roku se na závodech neobjevila. Následně vynechala i olympijskou sezonu 1976. Novinář Stanislav Toms ml. ve svém článku z března 1976 zdůraznil, že toto se děje příliš často u většiny reprezentantů po „roce velkých výkonů”. Důvod viděl v špatné lékařské péči.
Na podzim 1976 ukončila své působení v SVS MŠ a vrátila se zpátky do Pardubic, kde vystudovala fakultu chemicko-technologickou pardubické univerzity.
Zemřela předčasně v roce 1987 ve věku 30 let.